# درازپاسانان
درازپاسانان یکی از سه زیرراسته کیسه‌داران علف‌خوار است که خود شامل سه تیره است. کانگوروها، والابی‌ها، و کانگوروهای موش‌وار در این زیرراسته قرار دارند. درازپاسانان در الیگوسن پسین بر روی زمین ظاهر شدند.